# Dzwonkówka szarofioletowa

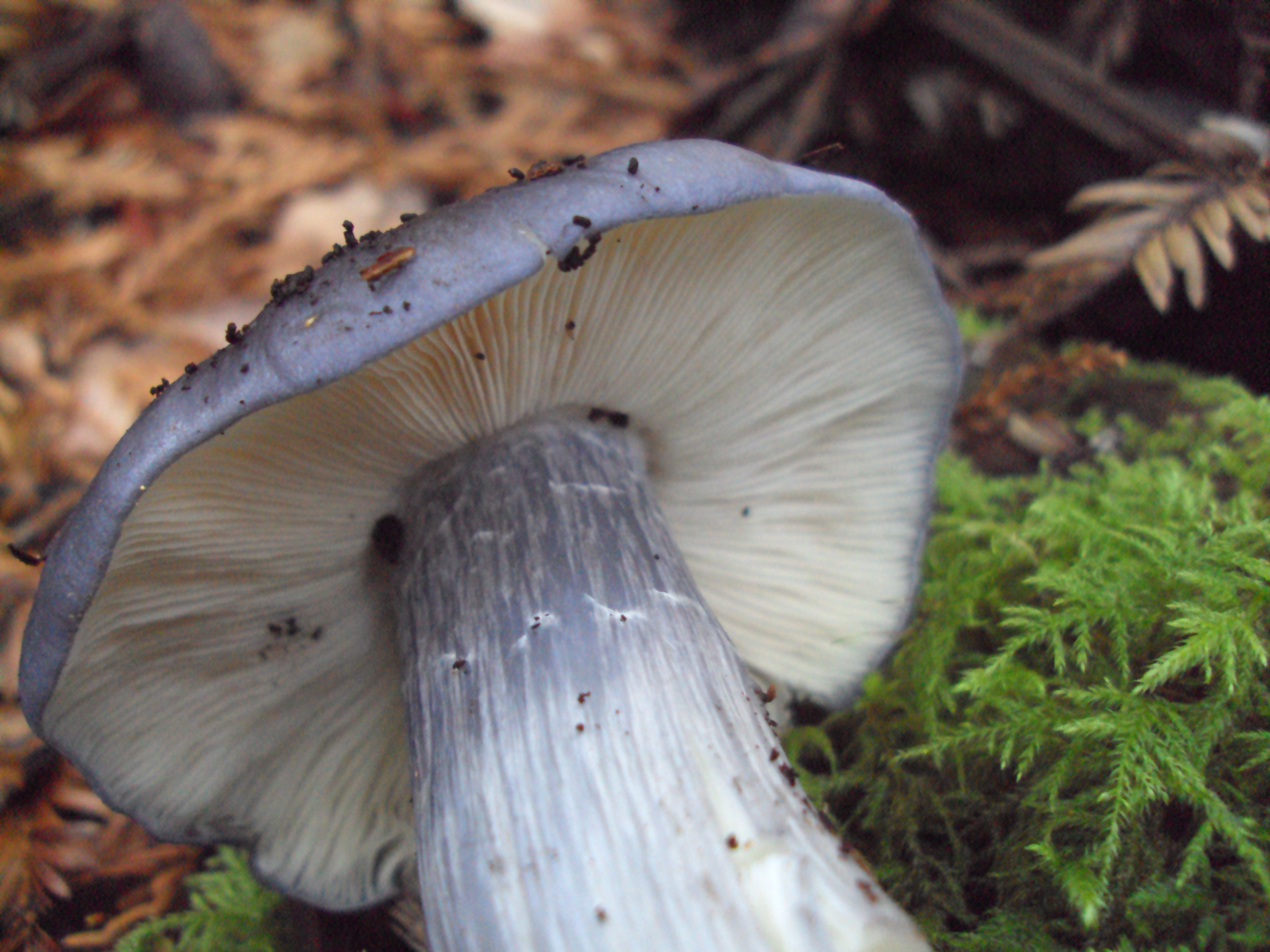

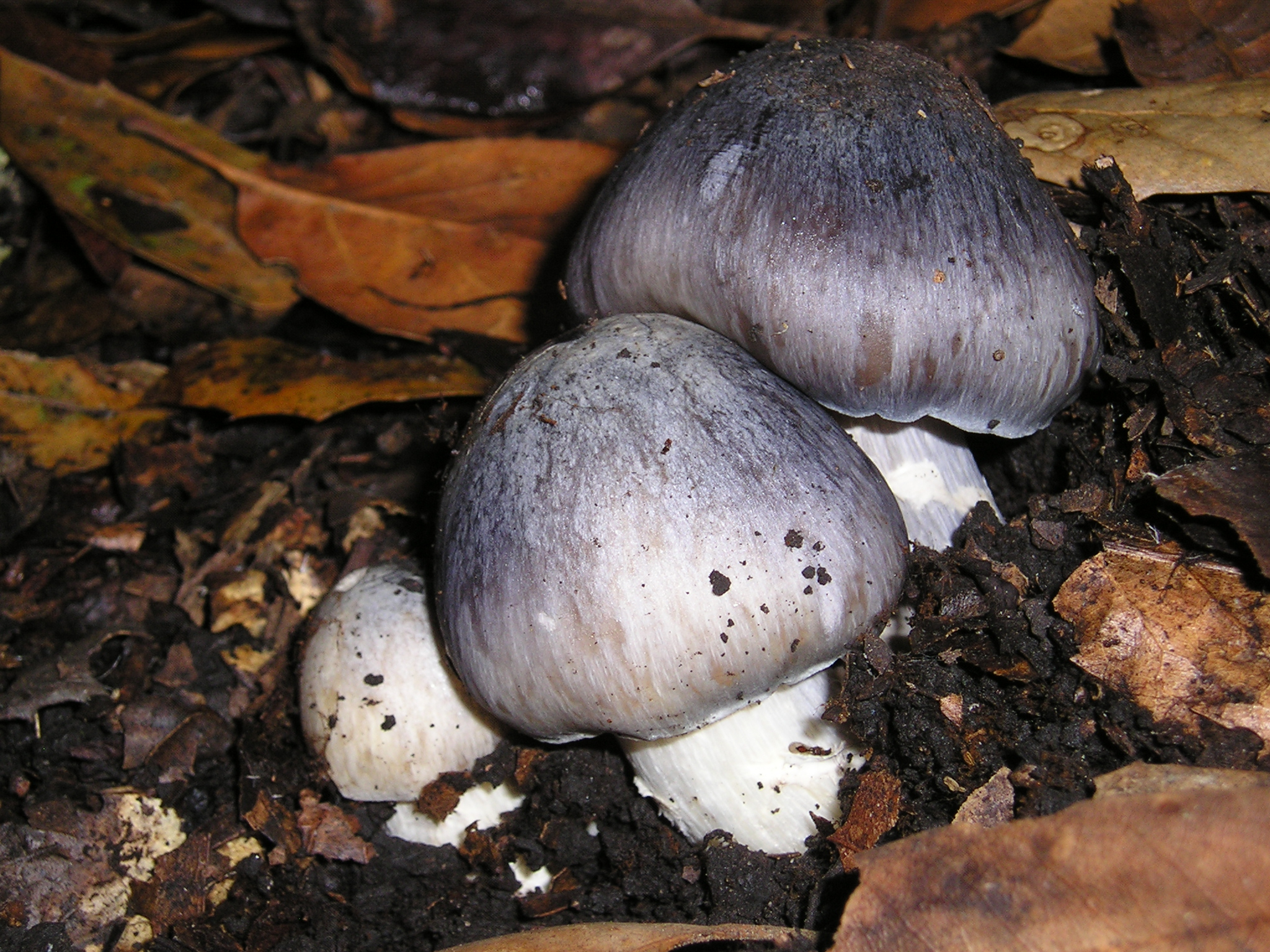

Dzwonkówka szarofioletowa (Entoloma bloxamii (Berk. & Broome) Sacc.) – gatunek grzybów z rodziny dzwonkówkowatych (Entolomataceae).

## Systematyka i nazewnictwo
Pozycja w klasyfikacji według Index Fungorum: Entoloma, Entolomataceae, Agaricales, Agaricomycetidae, Agaricomycetes, Agaricomycotina, Basidiomycota, Fungi.
Po raz pierwszy takson ten zdiagnozowali w 1854 r. Miles Joseph Berkeley i Christopher Edmund Broome, nadając mu nazwę Agaricus bloxamii. Obecną, uznaną przez Index Fungorum nazwę nadał mu w 1887 r. P.A. Saccardo, przenosząc go do rodzaju Entoloma.
Synonimy:
- Agaricus bloxamii Berk. & Broome 1854
- Entoloma bloxamii (Berk. & Broome) Sacc. 1887 f. bloxamii
- Entoloma bloxamii (Berk. & Broome) Sacc. 1887 var. bloxamii
- Entoloma bloxamii var. triste Boud. 1906
- Entoloma madidum var. bloxamii (Berk. & Broome) Largent 1974[3].

Nazwę polską zaproponował Władysław Wojewoda w 2003 r., wcześniej używał nazwy wieruszka niebieskotrzonowa.

## Morfologia
Owocnik
Swoim wyglądem bardziej przypomina gąskę czy gołąbka, niż dzwonkówkę. Wytwarza mięsiste i duże, jak na dzwonkówkę owocniki. Kapelusz wypukły, o średnicy do 8 cm. Powierzchnia początkowo gładka, z czasem włóknista. Trzon o wysokości do 7 cm i grubości do 3,5 cm. Młode owocniki o barwie niebieskofioletowej, starsze stają się brązowe i trudniejsze do identyfikacji. Blaszki u młodych owocników białe, podczas zarodnikowania zmieniają kolor na łososiowy. Trzon może mieć grubość do 3,5 cm i jest również niebieski. Ma Mniej lub bardziej zjełczały zapach.
Cechy mikroskopowe
Zarodniki 6–11 × 6–10 μm, izodiametryczne; 5- lub 6-kątne, gładkie, hialinowe w KOH. Cystyd brak. Strzępki skórki o szerokości 2,5–7 μm, z licznymi sprzążkami, nie inkrustowane.

## Występowanie i siedlisko
Występuje w zachodniej części Ameryki Północnej i na rozproszonych stanowiskach w Europie. Jest rzadki. W piśmiennictwie naukowym do 2003 r. na terenie Polski podano tylko jedno stanowisko, i to już historyczne (Elbląg, 1917 r.). Znajduje się na Czerwonej liście roślin i grzybów Polski. Ma status E – gatunek zagrożony wymarciem, którego przeżycie jest mało prawdopodobne, jeśli nadal będą działać czynniki zagrożenia. Znajduje się na listach gatunków zagrożonych także w Szwajcarii, Niemczech, Danii, Anglii, Litwie, Norwegii, Słowacji. W Polsce w latach 1995–2004 i ponownie od 2014 roku objęty jest ochroną częściową bez możliwości zastosowania wyłączeń spod ochrony uzasadnionych względami gospodarki rolnej, leśnej lub rybackiej.
Naziemny grzyb saprotroficzny rosnący samotnie, w rozproszeniu lub gromadnie pod drzewami liściastymi lub w mieszanym lesie. Preferuje gleby wapienne.